# 九月の雨
「九月の雨」（くがつのあめ）は、1977年9月に発売された、太田裕美の9枚目のシングルである。
太田裕美にとって「木綿のハンカチーフ」「赤いハイヒール」に次ぐ3番目のヒット曲となった。また、太田のシングルでオリコンチャート週間トップ10入りが、1977年1月発売の「しあわせ未満」以来2作品振り5作目となったものの、現在（2023年）時点でオリコン10位以内に入ったのは当曲が最後となっている。

## 解説
- アルバム『こけてぃっしゅ』からのシングルカット曲であったが、シングル盤は一部ミキシングを変えている。
- 同年末、太田の2回目の出場となる『第28回NHK紅白歌合戦』において本曲を歌った。この時はキャンディーズ、山口百恵、しばたはつみ、桜田淳子がそれぞれ傘を差しながらバックダンサーを務めた。
- ライブや歌番組で披露する際は、キーを下げて歌唱している。

## 収録曲
A面
1. 九月の雨（4分20秒）
  - 作詞:松本隆／作曲・編曲:筒美京平

B面
1. マニキュアの小壜（3分51秒）
  - 作詞:松本隆／作曲:筒美京平／編曲:萩田光雄

## カバー
- 石川ひとみ（1978年）- カセットミュージックテープ『くるみ割り人形・右向け右 =わたしはひ・と・み=』収録。2002年に、CD-BOX『78-86ぼくらのベスト　石川ひとみCD-BOX』に再録され、デジタル化された。
- ReeSya（2013年） - アルバム『君とぼくのラジオ』に収録